# جيف جيمس
جيف جيمس (بالإنجليزية: Jeff James)‏ هو لاعب كرة قاعدة أمريكي، ولد في 29 سبتمبر 1941 في إنديانابوليس في الولايات المتحدة، وتوفي بنفس المكان في 7 مايو 2006 بسبب سرطان الرئة.

## وصلات خارجية
- جيف جيمس على موقع دوري كرة القاعدة الرئيسي (الإنجليزية)
- جيف جيمس على موقعبيزبول رفرنس.كوم (الدوري الرئيسي) (الإنجليزية)
- جيف جيمس على موقعبيزبول رفرنس.كوم (الدوري الثانوي) (الإنجليزية)
- جيف جيمس على موقع إي إس بي إن.كوم (أم.أل.بي) (الإنجليزية)
- جيف جيمس على موقع مشجعي الرسوم البيانية (الإنجليزية)